# Robert Drew
Robert Lincoln Drew (Toledo, Ohio, 15 de febrer de 1924 - Sharon, Connecticut, 30 de juliol de 2014) va ser un director de documentals nord-americà conegut com un dels pioners -de vegades anomenat el pare- del cinéma vérité o cinema directe, als Estats Units. Sis de les seves pel·lícules estan arxivades a l'Acadèmia Americana de les Arts i les Ciències, i dues s'han inclòs al Registre Nacional de Cinema de la Biblioteca del Congrés.

## Biografia
Era considerat un dels pioners de l'autoanomenat cinema veritat als Estats Units. Un dels seus més grans èxits és Les eleccions primàries del 1960, pel·lícula documental sobre les eleccions a Wisconsin, entre John Fitzgerald Kennedy i Hubert Humphrey el 1960.
Robert Drew va fundar la Drew Associates amb l'objectiu de formar directors a nivell documentalistic. D'aquest col·legi van sortir nombrosos exponents del cinema documental entre els quals, Richard Leacock, D. A. Pennebaker i Albert Maysles.
Per la pel·lícula Crisis: behind a Presidential Commitment (1963), Drew va convèncer el president Kennedy, a rodar una pel·lícula documental entre els murs de la Casa Blanca, per immortalitzar els moments de feina i accions naturals en una jornada tipus, per part del president. Amb l'ajuda dels directors Gregory Shuker i Richard Leacock, van rodar  escenes també en l'Estudi Oval, (oficina del president dels Estats Units d'Amèrica), i en la casa del governador George Wallace. La pel·lícula inclou una escena de l'ABC, en la qual el mateix governador Wallace, va organitzar un bloqueig de policies davant  l'entrada de la Universitat d'Alabama, amb l'objectiu de garantir la seguretat de dos afroamericans, els primers a entrar a la universitat.

## Filmografia seleccionada
| - Key Picture (Magazine X) (1954) - American Football (1957) - The B-52 (1957) - Balloon Ascension (1958) - Weightless (1958) - Bullfight (1959) - On the Pole (1960) - Yanki No! (1960) - Primary (1960) - Adventures on the New Frontier - The Children Were Watching (1961) - Petey and Johnny (1961) - Mooney vs. Fowle (1961) - On the Pole: Eddie Sachs (1961) - The Chair (1962), First Prize, Cannes Film Festival - Blackie (1962) - Nehru (1962) - The Aga Khan (1962) - Susan Starr (1962) - Jane (The Jane Fonda Story) (1962) - Crisis: Behind a Presidential Commitment (1963) - Faces of November (1964) - Storm Signal (1966) - Man Who Dances (1968) - Duke Ellington (1968) | - The New Met (1968) - Jazz: The Intimate Art (1969) - The Space Duet of Spider and Gumdrop (1969) - Martian Investigations (1969) - Parade of the Tall Ships (1976) - Kathy's Dance (1977) - Talent for America (1978) - Grasshopper Plague (1979) - Maine Winter (1979) - One Room Schoolhouse (1979) - Herself, Indira Gandhi (1982) - Fire Season (1982) - Warnings from Gangland (1984-1985) - Marshall High Fights Back (1984-1985) - Shootout on Imperial Highway (1984-1985) - The Transformation of Rajiv Gandhi (1985-1986) - For Auction: An American Hero (1985-1986) - Your Flight is Cancelled (1987-1988) - Messages from the Birds (1987-1988) - River of Hawks (1987-1988) - London to Peking: The Great Motoring Challenge (1989-1990) - Life and Death of a Dynasty (1990-1991) - From Two Men and a War (2005) - A President to Remember (2007) |

## Premis i nominacions
Nominacions
- 1968: Primetime Emmy a la millor sèrie musical o de varietats per The Bell Telephone Hour